# Dendrocerotaceae
A Dendrocerotaceae a Becősmohák törzsébe, az Anthocerotopsida osztályba és az Dendrocerotales rendbe tartozó növénycsalád. Magyarországon és a kontinentális Európában nem él az ebbe a családba tartozó faj.

## Jellemzőjük
A becősmohák megjelenése a májmohákéhoz hasonló, de a sporofiton felépítése teljesen más és a genetikai vizsgálatok is feltárták, hogy bár külsőre hasonlóak, de mégsem rokonok ezek a növények a májmohákkal.
A sporofiton a telepre merőlegesen felálló, hosszúkás, hengeres alakú. A sporofiton a telep háti oldalán fejlődik, a tövénél a telepből kialakuló ún. involucrum veszi körbe. A sporofiton alján osztódó sejteket tartalmazó merisztematikus zóna található. A spóratok a csúcsától az alapja felé haladva hasad fel. A spóratok fala több sejtrétegből áll, a legkülső réteg az epidermisz és azon gázcserenyílások (sztómák) találhatóak. Az epidermisz alatti sejtek kloroplasztiszokat tartalmaznak. A Denrocerotaceae család fajai abban különböznek a többi becősmohától, hogy a spóratokon nem található gázcserenyílás, a pszeudoelaterakon spirális vastagodások vannak, és az ivarszervek üregében az antheridiumok magányosan helyezkednek el.

## Rendszertan, nemzetségek
A Dendrocerotaceae családba az alábbi nemzetségek tartoznak:
- Dendroceros
- Megaceros
- Nothoceros
- Phaeomegaceros